# 러시아 혁명사 강의
러시아 혁명사 강의는 러시아계 한국인이자 노르웨이 오슬로 대학교의 교수인 박노자 교수가 저술한 러시아 혁명에 관한 역사책이다. 저자가 한국 대학에서 교양과목으로 러시아 혁명사에 대해 강의한 내용을 10월 혁명 100주년이 되는 2017년에 책으로 펴낸 것이다. 러시아 혁명의 주역인 레닌, 트로츠키, 스탈린과 러시아 혁명이 세계에 미친 영향력 그리고 소련 사회의 성격에 대한 저자의 의견을 서술하고 있다.

## 내용

### 레닌
저자는 소련에서 그가 본 레닌의 이미지를 서술하며 소련 말기에 자신이 어렸을 때 본 친근한 레닌의 이미지와 다른 잔인한 지도자의 모습에 대해 고르바초프 정권 말에 본격적으로 나타났다고 한다. 그러나 북대서양 조약기구가 세르비아에 1999년 가한 폭격을 서구의 온건좌파 사회민주주의 정치인들이 지지하는 것을 보고 그들을 비판한 레닌에 대해 다시 한번 주목하게 됐다고 한다. 이후 레닌의 사상에 영향을 준 점이나 레닌의 행적에 대해 서술한다.

### 적색개발주의
저자는 스탈린 시대에 소련 사회의 성격이 본격적으로 적색 개발주의 사회로 변모했다고 주장한다. 그러나 저자는 적색 개발주의가 자본주의 사회에서 박정희가 주도한 ‘백색 개발주의’와 견주며 비교된다고 주장한다. 소련은 유럽을 비롯한 어느 열강보다도 더 훨씬 빠른 시기에 기초적인 복지 제도를 완비하고 무상의료와 무상교육을 실시했고 노동자와 농민의 신분 상승을 어느 정도 보장하는 시스템을 갖췄다고 주장한다. 이는 박정희의 백색 개발주의가 엄청난 경제성장을 가져왔음에도 불구하고 한국 사회가 만들어내지 못한 성과라고 한다. 그러나 이 사회에서는 혁명 지도자가 국가 지도자로 변모하여 위계적인 ‘통제’를 내세웠고, 국가기관에 대한 아래로부터의 감시는 잘 이뤄지지 않았다고 서술한다. 따라서 스탈린 시대의 적색개발주의 사회는 혁명이 내걸었던 애초의 약속에 비해 훨씬 보수적인 사회가 되었으며. 민주성보다는 개발주의적 담론이 주류를 차지하게 됐다고 말한다.

## 평가
시사IN의 정희상 기자는 저자를 인터뷰하며 이 책이 "혁명 주역 레닌의 이름을 딴 레닌그라드(현 상트페테르부르크)에서 태어나 혁명 이후 시대를 살아온 박 교수의 생생한 목격담과 경험담이 녹아 있다."라고 평가했다.
민중의 소리의 권종술 기자는 이 책이 레닌 이름을 딴 레닌그라드에서 태어나 혁명의 이후를 살아간 저자의 생생한 목격담과 경험담이 들어가 독특한 혁명사에 흥미를 더해주며, 우크라이나의 극심한 아사 사태를 전해주는 조부모의 이야기를 비롯해 어린 시절 학교에서 배웠던 레닌에 대한 이야기까지, 실제로 그 현장을 살아냈던 이만이 들려줄 수 있는 이야기가 더해져 살아 숨 쉬는 사건으로서 혁명을 느낄 수 있다고 평가했다.
한겨레 신문의 권태호 기자는 이 책은 저자 자신의 경험담이 그대로 녹아 있어 실제와 동떨어진 이론에 치우친 기존 러시아 혁명 관련 책과는 분위기가 다르며 혁명가에 대해서도 미화나 매도 없는 객관적 시각이 돋보인다고 평가했다.
1. ↑  ““러시아혁명은 우리에게 무엇인가””. 2017년 11월 14일. 2024년 5월 3일에 확인함.
2. ↑  “박노자의 살아 숨쉬는 러시아혁명 이야기”. 2017년 10월 18일. 2024년 5월 3일에 확인함.
3. ↑  권태호 (2017년 10월 12일). “박노자 교수가 들려주는 ‘러시아 혁명 이후’”. 2024년 5월 3일에 확인함.